# Nevăstuică

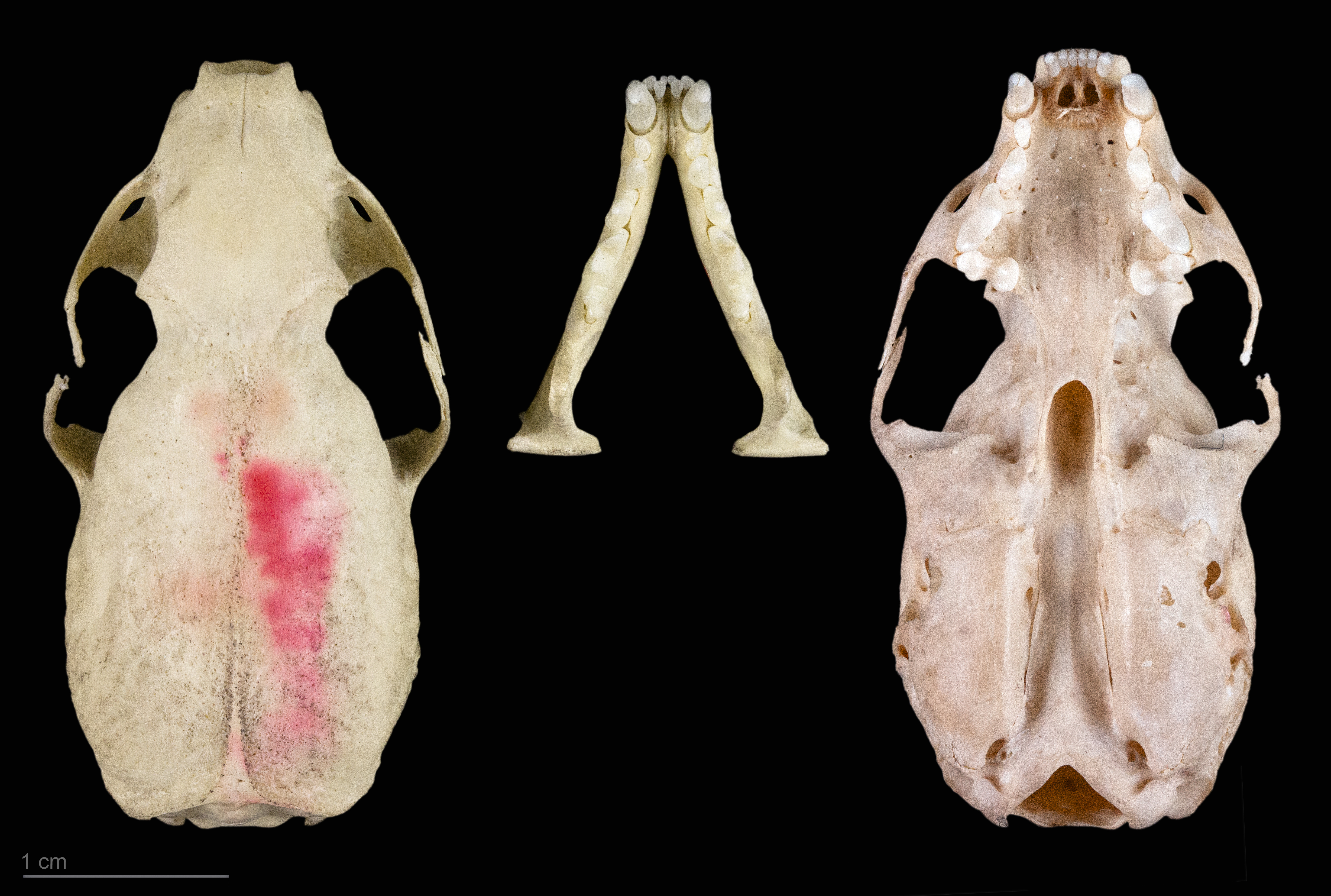
Mustela nivalis - MHNT

Nevăstuica mică (Mustela nivalis) este o specie de animale carnivore din genul Mustela, familia Mustelidae. Nevăstuica este cel mai mic mamifer carnivor și este nativă din Eurasia, America de Nord și Africa de nord.
Caracteristica morfologică a nevăstuicii este corpul lung și suplu, cu picioare scurte în raport cu lungimea trupului. Corpul este acoperit pe partea dorsală de o blană de culoare brună, iar ventral de culoare albă gălbuie. La unele specii se schimbă culoarea blănii în funcție de anotimp. Nevăstuica este foarte asemănătoare cu hermelina, însă este de dimensiuni mai mici.
Nevăstuicile trăiesc în general solitar, și sunt active mai ales noaptea. Ele sunt animale foarte agile, iuți și agresive, și vânează animale care pot să-i depășească mărimea corporală. Printre animalele vânate se numără mamifere mici, păsări, rozătoare (frecvent iepuri) etc. Nevăstuicile pot face pagube în gospodării, deoarece uneori mănâncă păsări crescute de oameni (rațe, gâște, găini etc.).